# Fagypúp

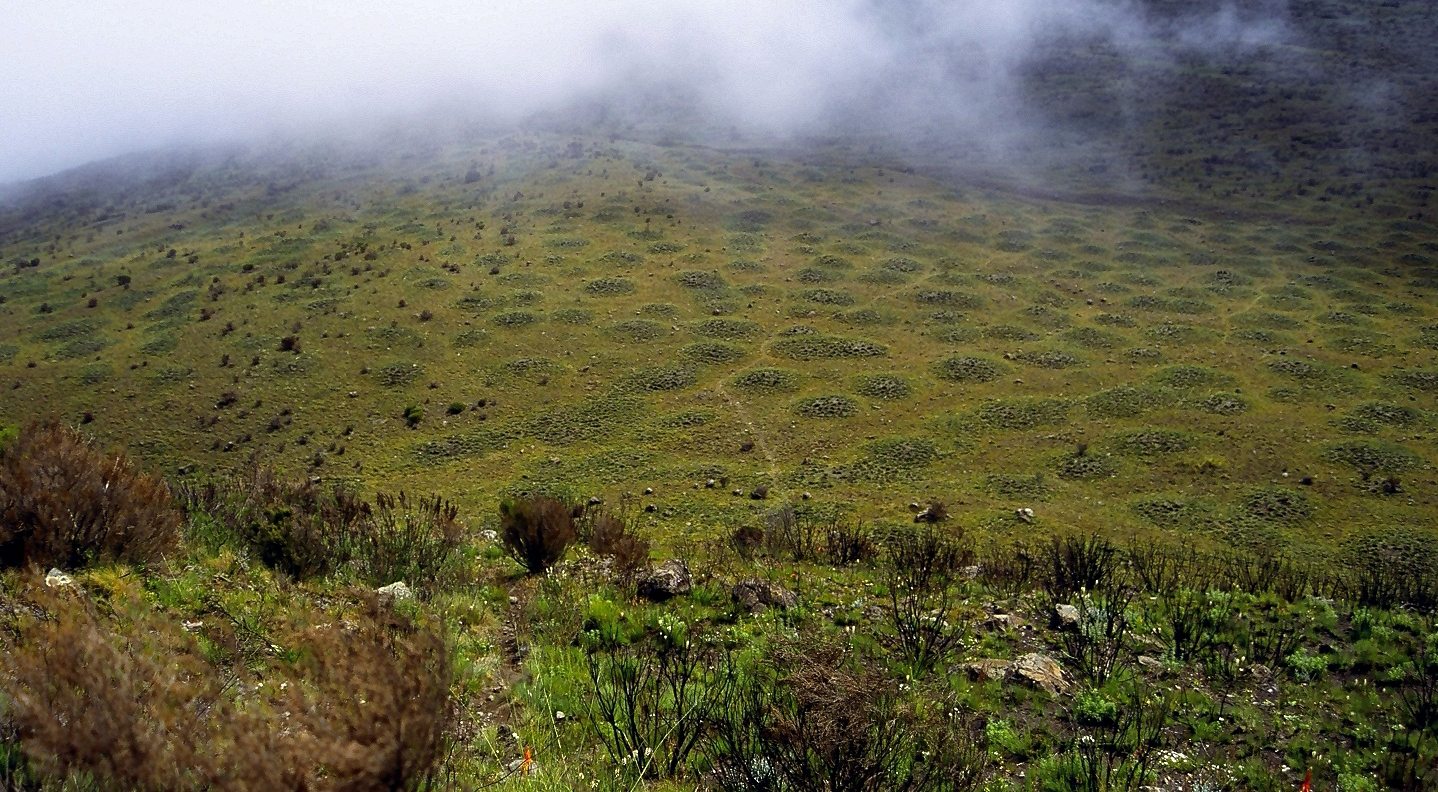
Fagypúpok a Kenya-hegyen, Kenyában

A fagypúp a periglaciális területeken kialakuló kis méretű felszíni forma. A nemzetközi szakirodalom által használt elnevezése a tufur, amely a magyar nyelvben nem honosodott meg.

## Jellemzők
A fagypúpok zárt gyeptakaróval rendelkező tőzeges, finom agyagos anyagban jönnek létre. Jellemző elterjedési területük a sarkvidék, de a délebbi területek magasan fekvő fennsíkjain is megjelenhetnek. Kizárólag sík, illetve nagyon enyhén lejtő felületeken fejlődnek ki. A halmok rendezetten, egyenletes eloszlásban sorakoznak egymás mellett. Rendezettségük avatatlan szemlélő számára emberi kéz munkájának is tűnhet. A fagypúpok magassága maximum 1,5 méter, átmérőjük legfeljebb 3 méter.

## Keletkezés

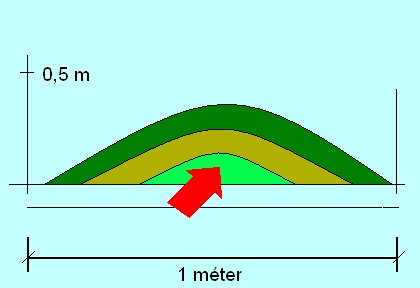
A fagypúp keletkezése

A keletkezés oka a földfelszínt borító gyeptakaró egyenetlenségének köszönhető. A különböző vastagságú tőzegréteg eltérően hőszigeteli a földet. A vastagabb tőzegtakaróval fedett felületen ősszel hamarabb fagy meg a talaj víztartalma. A megfagyott talaj a megnövekedett nyomás miatt felpúposodik, ez vezet a látványos halmok kialakulásához.